# Asta (Black Clover)
Asta (アスタ?, Asuta) è un personaggio immaginario e protagonista della serie manga Black Clover creato da Yūki Tabata.
Nell'adattamento anime di Black Clover, è doppiato da Gakuto Kajiwara in giapponese e da Giuseppe Ippoliti in italiano nel film Black Clover: La spada dell'imperatore magico. Asta era stato inizialmente oggetto di reazioni contrastanti a causa della sua caratterizzazione che appariva come un archetipo e a causa del tono volutamente fastidioso utilizzato da Kajiwara. Tuttavia, è stato comunque accolto positivamente dalla critica per la sua determinazione e i rapporti con gli altri personaggi della serie.

## Creazione e concezione
Asta è stato originariamente creato come Asta Staria nel one-shot del 2014 in Jump NEXT! Il suo nome deriva da un fiore che proviene dalla parola greca Astron che significa "stella". La personalità di Asta è ispirata a quella del suo creatore Yūki Tabata. Gakuto Kajiwara, il suo doppiatore giapponese, lo descrive come "Qualcuno che trascina le persone intorno a lui nella sua vita, ma in modo positivo. Il suo entusiasmo, la sua forte volontà e il suo desiderio di non arrendersi mai finiscono sempre per commuovere coloro che lo circondano. Anche se nessuno volesse riconoscere il suo valore, Asta continuerebbe a capovolgere il modo in cui le persone lo vedono, che finiscono per distinguere la sua determinazione e forza di volontà, oltre all'altruismo e alla sua benevolenza. Non penso che questo si applichi solo alla storia, ma anche ai fan di manga e anime. Penso che in quanto lettori del manga, ci dia lo stesso tipo di potere. Penso che solo vedendolo, siamo in grado di ritrovare speranza ed energia nella nostra vite".

## Descrizione del personaggio

### Poteri e abilità
Per compensare la mancanza di magia, fin dall'infanzia Asta si è allenato duramente per ottenere una forza fisica incredibile. Questa forza gli consente di maneggiare le pesanti spade anti-magia, che gli permettono di annullare la magia, quindi gli incantesimi. Asta è in grado di utilizzare quattro spade nel corso della serie: la spada fendi-demoni è in grado di ingrandirsi utilizzando l'anti-magia e di riflettere gli incantesimi. La spada del alberga demoni  può scatenare fendenti anti-magia volanti e assorbire altra magia per rilasciarla. La spada annienta demoni  ha un potere che annulla gli effetti della magia su un oggetto. o una persona, è la spada che Asta ha preso da Licht. Infine, La sua forma "Black Asta" (ブラックアスタ?, Burakku Asuta) gli consente di utilizzare grandi quantità di anti-magia, che permette ad Asta di inseguire le fonti di Magia automaticamente, per un periodo di tempo limitato. È anche in grado di sfruttare il patto col diavolo Liebe, il demone padrone del grimorio di Asta, che lo riconosce come suo pari, permettendogli di usare col suo braccio destro parte del suo potere demoniaco allo stato puro. Il suo capitano Yami inoltre gli insegna come percepire il "ki", ovvero l'energia vitale, per reagire e attaccare più velocemente. Può anche utilizzare Zetten che è una versione ingrandita del ki.

## Biografia del personaggio
Asta quando era un neonato viene abbandonato nella chiesa di Hage, villaggio della regione plebea del Regno di Clover, insieme a Yuno. Nonostante Asta sia nato senza magia in un mondo dove tutti sono maghi, aspira alla carica di Imperatore Magico per porre fine alla discriminazione nel Regno. Dopo aver salvato Yuno da un ladro quando erano bambini, i due ragazzi si promettono di diventare rivali e sfidarsi a chi conseguirà per primo la nomina di Imperatore Magico. Durante la cerimonia annuale dell'assegnazione del grimorio a tutti i quindicenni del regno, Asta non viene scelto da nessun grimorio, mentre suo fratello ottiene il leggendario grimorio del quadrifoglio. Quando Yuno viene attaccato da un ladro, Revchi, a causa del suo raro grimorio a quattro foglie, Asta cerca di fermarlo ma viene sconfitto, rassegnando la sua speranza di sviluppare la magia. Quasi disperato, Yuno si sente motivato a continuare a combattere riconoscendo nuovamente Asta come suo rivale. Asta viene poi scelto da un grimorio a cinque foglie, dal quale fuoriesce una spada gigante dotata del potere dell'antimagia, che solo lui può brandire. Asta sconfigge Revchi e ribadisce la sua promessa di competere con Yuno per diventare Imperatore Magico. Allora i due si dirigono alla capitale reale per sostenere l'esame di selezione dei Cavalieri Magici, il primo passo per diventare Imperatore Magico. All'esame, Asta si guadagna il rispetto di Yami Sukehiro, che lo recluta nella compagnia del Toro Nero, la peggior compagnia di cavalieri magici, insieme alla nuova arrivata Noelle Silva. Yuno, d'altro canto, viene reclutato dall'Alba Dorata, La migliore compagnia di Cavalieri Magici capitanata da William Vangeance.
Asta, ormai diventato un cavaliere magico, passa il tempo portando a termine le missioni che gli vengono assegnate. Quando gli viene assegnato di esplorare un dungeon, assieme a Noelle e Luck, si riunisce con Yuno e il suo gruppo e si ritrova a dover affrontare un gruppo si spedizione del vicino Regno di Diamond. Lì, Asta ottiene una seconda spada anti-magia e riesce a sconfiggere il soldato di Diamond Mars, insieme a Yuno. In seguito, durante la cerimonia di promozione a cavaliere, viene guardato con disprezzo dai cavalieri magici di rango superiore, in quanto plebeo e soprattutto perché non può utilizzare la magia. Dopo che Noelle viene umiliata dai suoi fratelli, perché non riesce a controllare la sua magia, Asta afferma che scalerà i ranghi diventando Imperatore Magico per metterli tutti a tacere. In seguito, i Cavalieri Magici coinvolti nella cerimonia combattono contro l'invasione della Capitale Reale da parte dell'Occhio Magico della Notte Bianca, un gruppo terroristico con l'obiettivo di portare morte e distruzione nella vita degli umani. Qui, il comandante del Leone Cremisi Fuegoleon Vermillion rimane gravemente ferito e costretto poi a un coma. Durante una pausa dalle missioni Asta si reca in un villaggio, per un triplo appuntamento assieme ai suoi due compagni Luck e Finral, ma durante la notte tutti i bambini sembrano andarsene verso la foresta. Asta decide di seguirli, finendo in una grotta dove incontra due membri dell'Occhio Magico della Notte Bianca. Assieme a lui ci sono anche il suo superiore Gauche e Sorella Theresa, la suora del villaggio ex Cavaliere Magico. Dopo poco tempo, vengono raggiunti dal loro capitano Yami, che insegna ad Asta come percepire il ki delle persone, in modo da velocizzare i suoi tempi di reazione e movimenti durante un combattimento. Quando il gruppo di Cavalieri Magici rimane alle strette, sulla soglia di ricevere il colpo finale da Licht, il capitano dell'organizzazione terroristica assieme ai Third eye, i tre membri più potenti: Vetto della Disperazione, Fana dell'odio e Raia della slealtà, gli altri capitani dei cavalieri magici Charlotte Roselei, Capitana della Rosa Blu, Jack the Ripper, capitano della Mantide Verde e Nozel Silva, capitano dell'Aquila d'Argento, arrivano come rinforzi, e i membri dell'Occhio Magico della Notte Bianca scappano, lasciando indietro i rapitori dei bambini che vengono catturati.
Dopo aver scoperto che l'obiettivo dell'Occhio Magico della Notte Bianca è recuperare delle pietre magiche, Julius Novachrono, l'Imperatore Magico, assegna al Toro Nero la missione di recuperare una pietra magica da un Tempio Sottomarino nei pressi di Raque. Al Tempio però, la Compagnia dovrà vincere una sfida per ottenere la pietra magica, sfida che verrà interrotta dall'Occhio Magico della Notte Bianca, recatosi con lo stesso obiettivo del Toro Nero. Fra gli assalitori c'è Vetto, che schiaccia e maledice le braccia di Asta con una magia proibita. Dopo una battaglia estenuante, lui e gli altri Cavalieri Magici sconfiggono Vetto, ottenendo così la pietra magica tanto voluta, e proteggendo al contempo il Tempio stesso. Le braccia di Asta però non possono essere curate e c'è la possibilità che non sia più in grado di maneggiare le sue spade. Quasi cadendo in depressione, afferma che sfiderà il destino se necessario, per realizzare il suo sogno.  I suoi compagni allora si mettono alla ricerca di una cura, e la sua compagna Vanessa Enoteca si reca nella Foresta delle Streghe, il suo luogo d'origine, dove supplica la Regina delle Streghe di curare Asta, mettendo in gioco la sua libertà. Dopo averlo fatto, Asta e altri membri del Toro Nero, assieme a Fanzell Kruger, amico di Asta e sua moglie, si recano alla Foresta delle Streghe. Con l'imminente invasione della Foresta da parte del regno di Diamond e dell'Occhio Magico della Notte Bianca, la Regina cura le braccia di Asta, che con i suoi compagni aiuta alla difesa del regno, sconfiggendo il generale di Diamond Ladros, usando la sua nuova forma Black, e sconfiggendo Fana, membro dei Third Eyes assieme al generale di Diamond Mars. In seguito, sfruttando la magia del sangue per aumentare la circolazione anti-magia nel suo corpo, la Regina delle Streghe usa la sua magia per ordinare ad Asta di uccidere i suoi amici, ma Vanessa riesce a fermarlo usando il suo Filo Rosso del Destino, una nuova magia che cambia il destino secondo il volere del possessore della magia. La regina ammette la sconfitta e dona ad Asta e agli altri una pietra magica.
Quando la nuova capitana del Leone Cremisi, Mereoleona Vermillion, porta la sua compagnia e membri di altre compagnie alla regione ipermagica di un vulcano, Asta impara a controllare meglio la sua nuova forma. Per prepararsi alla battaglia contro l'Occhio Magico della Notte Bianca, viene istituito un torneo per determinare i migliori Cavalieri Magici che attaccheranno la basa dell'organizzazione terroristica. Durante il torneo Asta è in squadra con Mimosa Vermillion e un personaggio misterioso, Zora Ideale.  Nella semifinale, Asta sconfigge Langris Vaude, che sembra impossessato, dopo che ha quasi ucciso suo fratello e compagno di Asta Finral Roulacase. L'incontro però finisce in un pareggio, e Asta manca il suo obiettivo di sfidarsi con suo fratello Yuno nella finale del torneo. Asta, pur deprimendosi per la sua "sconfitta", viene arruolato nella squadra dei Royal Knights. Quando i Royal Knights attaccano la base dell'Occhio Magico della Notte Bianca, devono far fronte alla reincarnazione degli elfi, le cui anime si introducono all'interno dei corpi delle persone, che vengono quindi impossessate. Nel frattempo, Asta e Yuno combattono il redivivo Licht che recupera una delle sue spade, mentre Asta ne prende una da Licht, che gli consente di rimuovere l'anima degli elfi dal corpo ospite prima che i due vengano sconfitti. Asta aiuta a sconfiggere e a dissipare le anime degli elfi reincarnati in tutto il Regno, mentre procede insieme ai suoi compagni verso la Capitale Reale, dove è stato aperto un varco dimensionale che collega il mondo reale col mondo dei morti: il Palazzo delle Ombre. Al Palazzo delle Ombre, I Cavalieri Magici continuano la loro battaglia contro gli elfi, mentre Licht, che si rivela essere in realtà Patry, scopre che la vera mente dietro massacro degli elfi, avvenuto 500 anni prima, si rivela essere il diavolo Zagred, e non gli umani contro cui desidera vendetta.  A quel punto tutti si alleano contro il demone, che inizialmente sembra invincibile, ma con l'aiuto di Yuno, Yami, Lumiere Silvamillion Clover, il primo Imperatore Magico e Secre Swallowtail, il suo animale domestico che si trasforma in una ragazza, Asta distrugge il cuore del diavolo, liberando i corpi impossessati dalle anime degli elfi.
In seguito alla battaglia contro gli elfi,  Asta e Secre vengono resi capri espiatori dal Parlamento Magico del regno per gli eventi che hanno colpito il regno. Tramite un decreto, Asta viene posto sotto la custodia del Toro Nero, incaricato di indagare sui diavoli.  Le indagini del Toro Nero poi portano i cavalieri magici ad allearsi con il Regno di Heart contro Regno di Spade, organizzando un allenamento di sei mesi nel Regno di Heart per i più forti Cavalieri Magici del Regno di Clover. Durante l'allenamento, però, il Regno di Spade attacca i due Regni alleatisi fra loro, rapendo il capitano dell'Alba Dorata William Vengeance, Yami e la Regina del Regno di Heart.
Asta riceve in seguito l'addestramento da Nacht Faust, vicecomandante del Toro Nero, per padroneggiare l'unione con Liebe, il diavolo che è stato sigillato nel grimorio di Asta. Dopo aver padroneggiato l'unione, viaggiano verso il Regno di Spade per combattere la Triade Oscura e i diavoli, incluso Lucifero. Circa un anno dopo la battaglia del Regno di Spade, combatte Lucius Zogratis, ma viene sconfitto e mandato nella Terra del Sole da Lily, che è stato trasformata in un Paladino da Lucius, e si allena con Ichika, la sorella di Yami, e i Sette Ryuzen per padroneggiare Zetten. Quando Lily, Heath Grice e Yrul invadono la Terra del Sole, finisce il suo allenamento e li ferma con l'aiuto dei Ruyzen. Dopo la battaglia si riconcilia con Ichika e continua ad allenarsi con i Ruyzen finché il resto del Toro Nero non vengono a prenderlo. In seguito viene riportato a Clover con Ichika, sconfigge facilmente Damnatio e dà ai suoi compagni un po' della sua anti-magia. Poi va ad aiutare Yuno nella sua battaglia contro Lucius.

## Altri media
Asta appare come personaggio giocabile nel videogioco Black Clover: Quartet Knights; è anche presente come personaggio giocabile nel gioco crossover Jump Force. È apparso ancora una volta come protagonista nel film anime Black Clover: La spada dell'imperatore magico.

## Accoglienza

### Popolarità
Asta si è costantemente classificato al primo posto nei sondaggi annuali di popolarità di Black Clover giapponesi, piazzandosi al primo posto nel secondo sondaggio con 3.064 voti e nel quarto sondaggio con 4.296 voti. Nel quinto e sesto sondaggio, si è classificato secondo con 67.695 voti e 22.535 voti rispettivamente. Il combattimento di Asta e Yami con Dante è stato anche elencato come il sesto miglior combattimento anime del 2021 da Crunchyroll. Dall'album Trip at Knight, la canzone "Demon Time" dei rapper americani Trippie Redd e Ski Mask the Slump God fa riferimento ad Asta. Nel 2020, una coppia di fan degli anime ha chiamato il loro figlio Asta.

### Critica
Le prime reazioni al personaggio di Asta furono contrastanti. Nella sua recensione del volume 1, Leroy Douresseaux di ComicBookBin ha affermato che la "determinazione grintosa e la volontà di conoscere nuove persone, luoghi e cose di Asta lo rendono un personaggio attraente. Penso che molti lettori possano identificarsi con Asta, che non ha nulla e viene dal nulla, ma non accetta i suoi limiti". Anime News Network ha trovato Asta come un archetipo di sfavorito basato in modo simile su Izuku Midoriya di My Hero Academia e Naruto Uzumaki di Naruto, con il suo doppiatore giapponese che usa un tono che risulta volutamente fastidioso per il pubblico. La sua prima interpretazione ha anche notato somiglianze con la narrazione di One Piece e Fairy Tail a causa del fatto che ha obiettivi simili e che ha la tendenza a urlare più volte. Anche IGN ha paragonato la sua storia a quella di Izuku Midoriya e ha voluto che la narrazione fosse più originale. Ha anche trovato la performance di Kajiwara fastidiosa in base alla sua tendenza a urlare. Un altro recensore dello stesso sito ha anche ritenuto che il doppiatore giapponese fosse così insopportabile che la rappresentazione inglese del personaggio da parte di Dallas Reid risultasse più tollerabile di conseguenza.
Henry Ma di Ka Leo O Hawaii ha elogiato i poteri unici di Asta, la sua natura coraggiosa e le relazioni con il cast eterogeneo della storia. Scrivendo per Anime News Network, Rachel Trujillo ha sottolineato il rapporto di allievo-maestro di Asta con Yami Sukehiro e il superamento delle sue prove e tribolazioni come punti salienti della serie. Recensendo il volume 26 del manga, LaNeysha Campbell ha elogiato la squadra di Asta e Yami contro Dante perché "il momento fa una dichiarazione toccante e di impatto sulla relazione di Yami e Asta come mentore e allievo. Anche se i riquadri del momento usano pochissimo dialogo, riesce comunque a dire molto su quanto sia speciale il legame che condividono". Alex Osborn di IGN ha notato che la personalità di Asta potrebbe essere odiosa, ma ha affermato che "la sua ricerca diligente e sincera per realizzare i suoi sogni è qualcosa che posso sostenere". Daniel Dockery di Crunchyroll ha elogiato come Asta "continuerà sempre a spingere, lavorare, provare e urlare".
Addirittura il creatore di Dragon Ball, Akira Toriyama, ha elogiato il personaggio, affermando "Mi è piaciuto molto quello che ho visto in Black Clover. L'autore ha un grande senso dell'impatto e il protagonista è molto carismatico".
Nel 2021, la rapper americana Megan Thee Stallion, nella sua apparizione alla sfida Hot Ones, ha parlato un po' di Black Clover e Asta, affermando: "Sento semplicemente di potermi identificare con lui e con tutti gli altri personaggi principali degli anime perché molte persone... loro cercano di escluderti... ma ti alleni, ti alleni, combatti, combatti e continui a dimostrare che le persone si sbagliano. E continui a battere le probabilità. Sento che questo è il tipo di persona che sono".
Nel 2022, il giocatore professionista NBA, Daniel Gafford ha parlato di come il mantra di Asta sul non arrendersi mai lo abbia colpito nel segno come atleta. Anche quando una partita sta andando per il verso sbagliato, l'atleta professionista si appoggia alla tenacia di Asta per risollevare il proprio morale.